# Метохијци
Метохијци су становници Метохије, оног дела Аутономне Покрајине Косова и Метохије који обухвата простор између планинских коса Прекорупља, Црнољеве и Жар-планине на истоку и границе с Албанијом на западу. Метохијци су житељи метохијске равнице, где протиче Бели Дрим и све три Бистрице, житељи сеоских насеља и градова Исток, Клина, Пећ, Дечани, Ђаковица, Призрен, Ораховац, Сува Река. Становница Метохије зове се Метохијка.